# Harpactea loebli
Harpactea loebli este o specie de păianjeni din genul Harpactea, familia Dysderidae, descrisă de Brignoli, 1974.
Este endemică în Grecia. Conform Catalogue of Life specia Harpactea loebli nu are subspecii cunoscute.